# Wadway
Wadway (52° 42′ N, 4° 59′ L) é uma cidade dos Países Baixos, na província de Holanda do Norte. Wadway pertence ao município de Opmeer, e está situada a 7 km, a noroeste de Hoorn.
A área de Wadway, que também inclui as partes periféricas da cidade, bem como a zona rural circundante, tem uma população estimada em 210 habitantes.